# Anamaria Marinca
Anamaria Marinca (n. 1 aprilie 1978, Iași, România) este o actriță română.

## Biografie
Anamaria Marinca s-a născut la Iași, la 1 aprilie 1978, mama sa fiind violonistă, iar tatăl său profesor de teatru. În aceste condiții, Anamaria Marinca s-a integrat cu ușurință în mediul artistic.
A studiat vioara în copilărie, dar a renunțat la muzică în favoarea actoriei.
Este absolventă a Universității de Arte George Enescu din Iași.

## Actriță
La 25 de ani, a fost reperată printr-un casting, pentru interpretarea rolului Elenei Vișinescu, în mini-serialul Sex Traffic. Interpretă a unei femei, victimă a unei rețele de trafic de carne vie care a luptat, cu orice preț, pentru salvarea surorii sale din acest mediu, Anamaria Marinca a emoționat profund mediul televizual. Ea a câștigat titlul de Cea mai bună Actriță în anul 2005, la British Academy Television Awards, pentru rolul său din filmul Sex Traffic, o dramă realizată de CBC/Channel 4.
Filmul acesta a fost o adevărată trambulină pentru o carieră internațională, încât Anamaria Marinca și-a făcut apariția, într-un nou film, Tinerețe fără tinerețe de Francis Ford Coppola, în 2007.
În anul 2007, Anamaria a jucat în filmul, regizat de Cristian Mungiu, 4 luni, 3 săptămâni și 2 zile, care a obținut Palme d'Or, la Festivalul de la Cannes.

## Filmografie
| An        | Titlu                        | Rol                                               | Note                                             |
| --------- | ---------------------------- | ------------------------------------------------- | ------------------------------------------------ |
| 2002      | Filantropica                 | reporter TV                                       | nemenționată                                     |
| 2004      | Sex Traffic                  | Elena Visinescu                                   |                                                  |
| 2006      | Hotel Babylon                | Natasha                                           | (serial TV; 1 episod)                            |
| 2007      | 4 Months, 3 Weeks and 2 Days | Otilia                                            | 4 luni, 3 săptămâni și 2 zile                    |
| 2007      | Youth Without Youth          | Hotel Receptionist                                |                                                  |
| 2008      | The Last Enemy               | Yasim Anwar                                       | (miniserial TV)                                  |
| 2008      | Boogie                       | Smaranda Ciocazanu                                | Altă denumire Summer Holiday                     |
| 2009      | Five Minutes of Heaven       | Vika                                              |                                                  |
| 2009      | Storm                        | Mira Arendt                                       |                                                  |
| 2009      | The Countess                 | Anna Darvulia                                     |                                                  |
| 2009      | Sleep with Me                | Sylvie                                            | (film TV de Marc Jobst)                          |
| 2010      | The Aviatrix of Kazbek       | The Aviatrix of Kazbek                            | De vliegenierster van Kazbek                     |
| 2010      | The Pizza Miracle            | The Madonna of the Eels                           | (scurtmetraj)                                    |
| 2010      | Look, Stranger               | Anna                                              |                                                  |
| 2010      | Holby City                   | Mother                                            | (serial TV; 2 episoade)                          |
| 2011      | Ouroboros                    | Eva                                               | (Scurt)                                          |
| 2011      | Holby City                   | Nadiya Tereschenko                                | (serial TV; 1 episod)                            |
| 2012      | Wallander                    | Inese                                             | (serial TV; 1 episod - The Dogs of Riga)         |
| 2012      | Doctor Who                   | Darla                                             | (serial TV; 1 episod - Asylum of the Daleks)     |
| 2012      | A Cloud in a Glass of Water  | Anna                                              |                                                  |
| 2013      | The Politician's Husband     | Dita                                              | (serial TV)                                      |
| 2013      | Europa Report                | Rosa Dasque                                       |                                                  |
| 2014      | The Missing                  | Rini                                              | (serial TV)                                      |
| 2014      | Fury                         | Irma                                              |                                                  |
| 2015      | Floride                      | Ivona                                             | Regizat de Philippe Le Guay                      |
| 2015      | Y Gwyll                      | Meg                                               | (serial TV- rol principal)                       |
| 2015      | River                        | Ema                                               | (serial TV)                                      |
| 2016      | Mars                         | Marta Kamen                                       | (serial TV)                                      |
| 2017      | Ghost in the Shell           | Dr. Dahlin - Hanka Robotics' Section 9 consultant | Bazat pe seria manga și anime Ghost in the Shell |
| 2019      | Temple                       | Suzanna                                           | (serial TV)                                      |
| 2020      | Vechea gardă                 | Dr. Meta Kozak                                    |                                                  |
| 2022-2023 | The Chelsea detective        | Astrid Fischer                                    | (serial TV 8 episoade)                           |

## Activitate teatrală
- 4:48 Psychosis de Sarah Kane, în rolul principal Anamaria Marinca, regia Christian Benedetti, Young Vic Maria Studio, Londra, (2009)[9]

## Premii
- Cea mai bună actriță, în anul 2005, la British Academy Television Awards, pentru rolul său din filmul Sex Traffic
- Cea mai bună actriță, în anul 2007, la Festivalul Internațional al Filmului de la Stockholm, pentru rolul Otilia, din filmul 4 luni, 3 săptămâni și 2 zile